# Elecciones parlamentarias de Islandia de 1974
Las elecciones parlamentarias de Islandia fueron realizadas el 30 de junio de 1974. El Partido de la Independencia se posicionó como el partido más grande de la Cámara Baja del Alþingi, obteniendo 17 de los 40 escaños.

## Resultados
| Partido                                 | Votos   | %    | Cámara Baja | Cámara Baja | Cámara Alta | Cámara Alta |
| Partido                                 | Votos   | %    | Escaños     | +/–         | Escaños     | +/–         |
| --------------------------------------- | ------- | ---- | ----------- | ----------- | ----------- | ----------- |
| Partido de la Independencia             | 48 764  | 42.7 | 17          | +2          | 8           | +1          |
| Partido Progresista                     | 28 381  | 24.9 | 11          | 0           | 6           | 0           |
| Alianza Popular                         | 20 924  | 18.3 | 7           | 0           | 4           | +1          |
| Partido Socialdemócrata                 | 10 345  | 9.1  | 3           | –1          | 2           | 0           |
| Unión de Liberales y la Izquierda       | 5 245   | 4.6  | 2           | –1          | 0           | –2          |
| Liga Comunista Revolucionaria           | 200     | 0.2  | 0           | Nuevo       | 0           | Nuevo       |
| Movimiento Comunista Marxista-Leninista | 121     | 0.1  | 0           | Nuevo       | 0           | Nuevo       |
| Partido Democrático en Reikiavik        | 67      | 0.1  | 0           | Nuevo       | 0           | Nuevo       |
| Partido Democrático del Noreste         | 42      | 0.0  | 0           | Nuevo       | 0           | Nuevo       |
| Partido Democrático de Reikiavinkense   | 19      | 0.0  | 0           | Nuevo       | 0           | Nuevo       |
| Votos en blanco/nulos                   | 1 467   | –    | –           | –           | –           | –           |
| Total                                   | 115 575 | 100  | 40          | 0           | 20          | 0           |
| Participación electoral                 | 126 388 | 91.4 | –           | –           | –           | –           |
| Fuente: Nohlen & Stöver                 |         |      |             |             |             |             |